# Liste der Monuments historiques in Évrange
Die Liste der Monuments historiques in Évrange führt die Monuments historiques in der französischen Gemeinde Évrange auf.

## Liste der Objekte
| Bezeichnung             | Beschreibung                                     | Standort                      | Kennzeichnung | Schutzstatus | Datum | Bild |
| ----------------------- | ------------------------------------------------ | ----------------------------- | ------------- | ------------ | ----- | ---- |
| Skulptur Heiliger Albin | Holz, farbig gefasst, Mitte des 18. Jahrhunderts | in der Kirche St-Albin (Lage) | PM57000967    | Inscrit      | 1990  |      |